# 道野辺八幡宮
道野辺八幡宮（みちのべはちまんぐう）は、千葉県鎌ケ谷市道野辺中央にある神社。
正式名称は単に「八幡神社」（はちまんじんじゃ）であり、市内の他の八幡神社（鎌ヶ谷八幡・軽井沢八幡）との区別のため「道野辺八幡宮」と通称される。旧社格は無格社。

## 祭神
- 誉田別尊

## 由緒
社伝によれば、下総国を征服した平将門が中沢城（道野辺字東城・字西城、妙蓮寺一帯に在ったとされるが不詳）を築く際に、
城の鬼門にあたるこの場所に厄除け・方位除けのため、文武勝運守護の神として鎮祭したのが始まりであるという。

## 歴史
近世以降に道野辺村の氏神となっていたのは字下西山の根頭神社（村社）であり、八幡社には小祠が残るのみであった。
言い伝えによれば、鎌ヶ谷村長・町長を輩出した中沢の旧家・浅海家は当初道野辺と中沢の境辺りに屋敷を構え、八幡社を氏神として祀っていたが、浅海家が屋敷を中沢へ移した際に氏神もそちらへ遷してしまったために、この八幡社は「カラ八幡」と呼ばれるようになってしまったという。
千葉県の『神社明細帳』には無格社として登録され、祠の間口一間三尺、奥行一間。信徒は30人と記載されている。再興が成ったのは昭和49年（1974年）に社殿が建立されて以降のことで、現在では鎌ケ谷市の総守護神として崇敬されている。

## 祭事・年中行事
- 例祭
  - 春祭（5月5日）
  - 秋祭（10月15日）
- 歳旦祭（1月1日）
- 開運祭（1月2日）
- 元始祭（1月3日）
- 学神祭（1月25日）
- 七五三祭（11月15日）
- 除夜祭（12月31日）
- 月次祭（毎月1日、15日）

## 境内社
- 天満宮
- 御食津神社
- 少彦名神社
- 豊洲神社

## その他
- 骨董市 - 毎月第2土曜日に境内で骨董市が開かれる

## 交通
- 東武野田線鎌ヶ谷駅から徒歩5分